# Хенлейн, Альбрехт
Альбрехт Фридрих Вильгельм Хенлейн (нем. Albrecht Friedrich Wilhelm Hänlein; 7 октября 1846, Мюнхен — 31 августа 1909, Мангейм) — немецкий органист, композитор и музыкальный педагог.
Младший из четырёх сыновей Георга Альбрехта Хенлейна (1790—1851), чиновника в министерстве юстиции Баварского королевства. Осиротев в пятилетнем возрасте, вырос в бедности. Для того, чтобы определить будущее ребёнка, овдовевшая мать обратилась к френологу, который заявил, что лучше всего ребёнок приспособлен для карьеры богослова, но возможна также и карьера музыканта; поскольку на богословское образование не было денег, ребёнка отдали учиться музыке.
С 1861 года учился в Мюнхенской консерватории у Иоганна Кристофа Лаутербаха (скрипка), Юлиуса фон Кольба (клавир), Йозефа Райнбергера и Фридриха Ригеля (орган), Франца Хаузера и других. С ноября 1863 года преподавал фортепиано и орган в Шаффхаузене. В 1869 году перебрался в Мангейм, где концертировал как органист и пианист, преподавал, был одним из соучредителей Вагнеровского общества. В 1874 году основал Общество классической церковной музыки, во главе которого дирижировал хоровыми концертами и церковными службами. С 1877 года штатный органист Мангеймского театра, с 1878 года инспектор по органостроительству Баденской земельной церкви. С 1880 года органист и хормейстер мангеймской синагоги, а с 1881 года одновременно и в Церкви Троицы. С 1890 года преподавал орган и фортепиано в городской консерватории, основанной Морицем Полем и преобразованной в 1899 году в Мангеймскую высшую школу музыки, которую возглавил бывший ученик Хенлейна Вильгельм Бопп.
Автор многочисленных органных сочинений. Редактировал издания органных пьес Иоганна Христиана Генриха Ринка, Адольфа Фридриха Хессе и других.